# 氰酸钾
氰酸鉀，化學式KOCN（有时写为 KCNO），分子量81.11、是一種白色晶体。可溶於水，微溶於苯、乙醇、乙醚等有機溶劑。可用尿素與碳酸钾反應製備，用於有機合成原料、製藥原料等。它用于制备许多其他化合物，包括有用的除草剂。 在2006年，全球氰酸钠和氰酸钾的产量为2万吨。

## 结构和成键

叠氮化钾的结构， 和氰酸钾的结构是一样的。

氰酸根阴离子和二氧化碳和叠氮阴离子是等电子体，都是线形结构。  C-N 三键的键长为 121 pm，比氰离子长 5 pm。  氰酸钾的结构也类似于叠氮化钾。

## 製法
由Gerald L.Tucker及Elmer Ladelle Rlanton所發明的專利中，採用的反應物为氫氧化鉀和尿素，反應方程式為：
KOH + CO(NH2)2 → KOCN + NH3↑ + H2O
KOCN 也可以由尿素和碳酸钾在 400 °C 下化合而成：
2 OC(NH2)2  +  K2CO3  →  2 KOCN  +  (NH4)2CO3
反应产生了液体。  反应的中间体和杂质包括双缩脲，三聚氰酸和脲基甲酸酯钾 (KO2CNHC(O)NH2)，还有未反应的尿素。不过，它们在 400 °C下是不稳定的。
质子化氰酸钾（室温下）会产生 97:3 比例的 HNCO 和 NCOH的混合物。  前者会三聚成三聚氰酸。

## 用处
在大部分用途中，氰酸钾都会被性质相似的氰酸钠代替。  氰酸钾通常比氰酸钠更容易取得，而且氰酸钠在水中的溶解度较低，并且较难以纯净形式获得。
氰酸钾用作各种有机合成的基本原料，包括脲衍生物，氨基脲，氨基甲酸酯和异氰酸酯。  例如，它可用于制备药物羟基脲。它也用于金属的热处理（例如铁素体氮碳共渗）。 

## 医疗用处
在某些条件下，氰酸钾会减少镰状红血球的百分比，并且还增加了畸形红血球的数量。  在水溶液中，它不可逆地防止了在脱氧过程中含有人类红血球的血红蛋白在体外的镰状化。  兽医还发现氰酸钾很有用，因为氰酸盐和异氰酸酯可以治疗鸟类和哺乳动物的寄生虫病。 

## 與氰化鉀的差異
在許多媒體報導或流行文化(如名偵探柯南)中，常常將劇毒物質氰化鉀（KCN）錯誤地寫成氰酸鉀，但實際上兩者極為不同，氰酸鉀（LD50 841 mg/kg体重）的毒性較氰化鉀（LD50 5-10 mg/kg体重）低，不過在接觸眼睛的時候會造成腫癢的現象。